# Caio Ribeiro de Carvalho
Caio Ribeiro de Carvalho (Rio de Janeiro, 17 de fevereiro de 1986) é um canoísta paralímpico brasileiro. 
Conquistou a medalha de bronze nos Jogos Paralímpicos de Verão de 2016 no Rio de Janeiro, representando seu país na categoria KL3 masculino.